# Шёссвендтер, Кристоф
Кри́стоф Шёссвендтер (нем. Christoph Schösswendter; род. 9 июля 1988, Целль-ам-Зе) — австрийский футболист, центральный защитник клуба «Блау-Вайсс» (Линц).

## Карьера
Кристоф Шёссвендтер начал карьеру в футбольной школе клуба «Зальфельден», который во время его учёбы там был переименован в «Пинзгау Зальфельден». Оттуда он перешёл в молодёжный состав клуба третьего дивизиона, «Грёдиг». Зимой 2007 года Шёссвендтер стал игроком «Фёклабрука» и в первом же сезоне помог клубу выиграть чемпионат Региональной лиги. Там его увидели тренеры венского «Рапида», где защитник играл во второй команде, а также был арендован на год клубом «Лустенау 07». Через год футболист перешёл в «Альтах» и выступал там два сезона. В 2013 году Кристоф стал игроком клуба «Адмира Ваккер Мёдлинг». Позже был назначен капитаном команды.
16 апреля 2016 года Шёссвендтер, у которого уже заканчивался контракт с «Адмирой», подписал соглашение со своим бывшим клубом, «Рапидом» до 2019 года.